# Pandemia de COVID-19 em São Pedro e Miquelão
Este artigo documenta os impactos da pandemia de coronavírus 2019-2021 em São Pedro e Miquelão e pode não incluir todas as principais respostas e medidas contemporâneas.

## Linha do tempo
Em 5 de abril o primeiro caso é confirmado.